# Oreste Piccioni
Oreste Piccioni (Siena, 24 de outubro de 1915 — Rancho Santa Fe, 13 de abril de 2002) foi um físico italiano.